# PlayStation Store
A PlayStation Store é um serviço de distribuição digital de jogos eletrônicos para usuários dos consoles de videogame PlayStation Portable (PSP), PlayStation Vita, PlayStation 3, PlayStation 4 e PlayStation 5 da Sony através da PlayStation Network. A loja oferece uma variedade de conteúdo transferível, tanto para aquisição quanto para disponibilização gratuita. O conteúdo disponível inclui jogos completos, conteúdo adicional, demos jogáveis, temas, trilhas sonoras de jogos e trailers de jogos e filmes. O serviço é acessível através de um ícone no XMB do PS3 e portáteis, e na interface PDM do PS4. A loja do PS3 também pode ser acessada no PSP através de uma conexão Remote Play com o PS3. A loja do PSP também está disponível através da aplicativo para PC, o Media Go. Desde 24 de setembro de 2009 houve mais de 600 milhões de downloads na PlayStation Store em todo o mundo. 
A PlayStation Store é atualizada com novos conteúdos a cada terça-feira na América do Norte, e cada quarta-feira em PAL regiões. Em maio de 2010 isso mudou de quinta-feira para permitir que jogos PSP sejam lançado digitalmente, mais próximo da data em que que são lançados em UMD.
A PlayStation Store ficou indisponível mundialmente devido a uma falha na PlayStation Network em abril de 2011. O serviço foi totalmente restaurado nos mercados americano e europeu da Sony desde 2 de junho de 2011.

## Acesso

### Conta mestre da PlayStation Network
Uma conta "mestre" na PlayStation Network é necessária para acessar a PlayStation Store. Um registro de todos os itens adquiridos anteriormente, conhecido como "Lista de Downloads", registra cada atividade de transferência de jogos completo, demonstrações, e conteúdo adicionais da conta na PlayStation Store. Um usuário convidado pode usar sua conta mestre para transferir conteúdo gratuito ou adquirir conteúdo em outro console através da Lista de Downloads, entretanto, uma conta somente pode ser utilizada em até dois consoles. Esta restrição anteriormente era de cinco consoles, mas desde novembro de 2011, a Sony reduziu o total para apenas dois. A versão mais recente do firmware deve estar instalada no console para que a PlayStation Store seja acessada.
Cada conta mestre é associada a uma "carteira" online virtual, para a qual fundos podem ser adicionados. Esta carteira é então debitada quando uma aquisição é realizada na loja. Dinheiro pode ser adicionado à carteira através de diferentes sistemas de pagamento, embora alguns destes não estão disponíveis em todos os países.

## Moeda

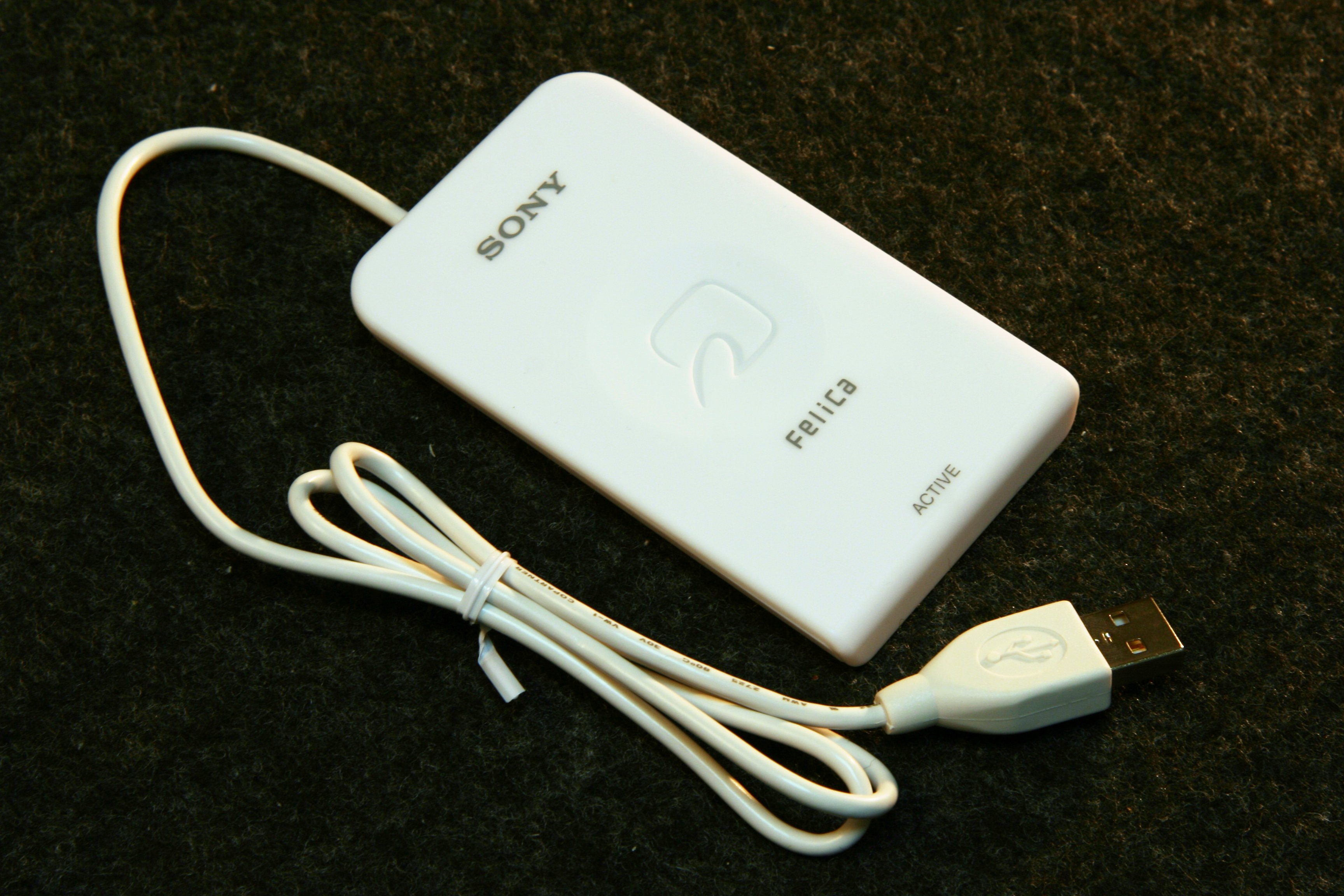
Leitor de Cartões Sony PaSoRi RC-S320: Conectividade NFC Simplificada para Pagamentos e Acessos

Ao contrário do Xbox Live Marketplace da Microsoft e do Wii Shop Channel e Nintendo DSi Shop da Nintendo, com suas próprias moedas (Microsoft Points e Nintendo Points, respectivamente), todas as aquisições são realizadas na moeda local do usuário. A PlayStation Store utiliza um sistema de "carteira" ao qual fundos são adicionados - tanto nas denominações definidas ou em uma quantidade ditada pelo preço da transação corrente - então debitado da carteira da conta quando o usuário faz uma compra.
O usuário pode adicionar fundos à sua carteira de várias maneiras, a mais comum delas é por cartão de crédito ou débito. Usuários em várias regiões também podem adquirir Cartões PlayStation Network ou Bilhetes em denominações definidas de varejistas, incluindo supermercados ou lojas de videogames. Estes fundos são estão resgatados na PlayStation Store quando o usuário insere o código exclusivo de doze dígitos encontrado no cartão na PlayStation Store.
No Japão, os usuário podem utilizar o sistema de e-money Edy. Com um leitor/escritor de cartão IC USB chamado PaSoRi, podem adicionar fundos às suas carteiras ao passar o cartão inteligente através do dispositivo.

## Disponibilidade
A PlayStation Store está atualmente disponível apenas em um número selecionado de países: 